# Église Sainte-Marie de Serralongue
L'église Sainte-Marie de Serralongue est une église romane située à Serralongue, dans le département français des Pyrénées-Orientales en région Occitanie.

## Historique
L'église a été construite aux XIe et XIIe siècles.
Elle fait l'objet d'un classement au titre des monuments historiques depuis le 13 décembre 1948.